# Amarildo
Amarildo Tavares  Silveira (Campos dos Goytacazes, 29 de julho de 1939) é um ex-futebolista brasileiro que atuava como atacante.

## Carreira
Futebolista de muita habilidade, artilheiro, ponta-esquerda, Amarildo foi figura muito importante na Copa do Mundo de 1962, na qual substituiu Pelé, contundido, participando de quatro jogos e marcando três gols: dois diante da Espanha e um contra a Tchecoslováquia, na final da competição realizada no Chile.
Por pouco não jogou futebol, pois foi dispensado dos aspirantes do Flamengo, depois de ter atuado em apenas seis oportunidades pela equipe principal. Resolveu servir ao exército, até que Paulistinha o convenceu a fazer teste no Botafogo; o jogador acabou aprovado. No alvinegro carioca fez 238 partidas e marcou 135 gols, sendo bicampeão do Campeonato Carioca (1961 e 1962), campeão do Torneio Rio-São Paulo de 1962 e do Torneio de Paris de 1963.
No Botafogo foi "eternizado" como titular do maior ataque do Glorioso em todos os tempos, fazendo parte da equipe que tinha nomes como Didi, Garrincha, Quarentinha e Zagallo. Considera-se que Amarildo e Garrincha ganharam "sozinhos" a Copa do Chile para o Brasil.
Em 1963 foi negociado com o Milan, da Itália, por onde fez sucesso e atuou até 1967. Na decisão do Mundial InterClubes de 1963, contra o Santos, o brasileiro integrou o célebre ataque rubro-negro ao lado de Bruno Mora, Giovanni Lodetti, Mazzola e Gianni Rivera.
Jogou ainda na Fiorentina (de 1967 a 1971) e na Roma (de 1971 até 1972). Retornou ao Brasil em 1973, para defender o Vasco da Gama, time no qual encerrou a carreira em 1974.
Recebeu o apelido de "Possesso" depois da excelente participação na Copa do Mundo de 1962. No total pela Seleção Brasileira, realizou 25 jogos (três não oficiais) e marcou nove gols (dois não oficiais).
Após se aposentar dos gramados, realizou seu único trabalho como treinador em janeiro de 2008, no comando do America-RJ. Amarildo comandou a equipe em apenas duas partidas, com a equipe sendo derrotada em ambas (4 a 2 para o Volta Redonda e 2 a 0 para o Boavista).

## Títulos
Goytacaz
- Campeonato Fluminense: 1955
- Torneio Início do Campeonato Campista: 1955 e 1956
- Campeonato Campista: 1955 e 1956

Botafogo
- Torneio João Teixeira de Carvalho: 1958
- Taça dos Campeões Estaduais Rio–São Paulo: 1961
- Torneio Início do Campeonato Carioca: 1961, 1962 e 1963
- Campeonato Carioca: 1961 e 1962[9]
- Torneio Rio–São Paulo: 1962

Milan
- Copa da Itália: 1966–67

Fiorentina
- Serie A: 1968–69

Roma
- Torneio Anglo-Italiano: 1972

Vasco da Gama
- Campeonato Brasileiro: 1974

Seleção Brasileira
- Taça Oswaldo Cruz: 1961 e 1962
- Taça Bernardo O'Higgins: 1961 e 1966
- Copa do Mundo FIFA: 1962
- Superclássico das Américas: 1963

### Outras conquistas
Flamengo
- Torneio Internacional de Israel: 1958

Botafogo
- Torneio Internacional da Colômbia: 1960
- Torneio Internacional da Cidade do México: 1962
- Torneio de Paris: 1963

### Prêmios individuais
- Time das Estrelas da Copa do Mundo: 1962
- Chuteira de Prata da Copa do Mundo: 1962 (3 gols)
- Time dos sonhos do Botafogo (Placar): 1994[10]
- Lendas do Botafogo (FIFA): 2008[11]
- 15° Maior ídolo da História do Botafogo (O Globo): 2020[12]
- Melhor Jogador do Torneio de Paris: 1963

### Artilharias
- Campeonato Carioca: 1961 (18 gols)[13]
- Torneio Rio-São Paulo: 1962 (8 gols)
- Taça dos Campeões Estaduais Rio–São Paulo: 1962 (2 gols)[14]
- Mundial de Clubes: 1963 (2 gols)
- Torneio Internacional da Costa Rica: 1961 (4 gols)
- Pentagonal do México: 1962 (3 gols)
- Torneio de Paris: 1963 (2 gols)
- 11° Maior artilheiro do Botafogo: (136 gols)